# Staccato
Staccato er et musikalsk udtryk, der betegner, at der skal spilles med tydeligt adskilte toner, modsat legato.